# Revenge of the Nerds
Revenge of the Nerds (bra: A Vingança dos Nerds) é um filme de comédia norte-americano satirizando a vida social em um campus universitário que foi dirigido por Jeff Kanew. O filme é estrelado pelos atores Robert Carradine e Anthony Edwards, com Curtis Armstrong, Ted McGinley, Julia Montgomery, Brian Tochi, B. Larry Scott, John Goodman e Donald Gibb.
O enredo do filme satiriza um grupo de Nerds tentando acabar com os abusos sofridos por eles pela perseguição da fraternidade Alpha Beta, sociedade modelo de atletas machistas.

## Sinopse
Os grandes amigos e nerds Lewis Skolnick (Robert Carradine) e Gilbert Lowe (Anthony Edwards) entram na Universidade Adams para estudar ciência da computação. O Alpha Betas, uma fraternidade em que muitos membros da equipe de futebol da escola pertencem, descuidadamente queimam sua própria casa. Seu desagradável, arrogante treinador (John Goodman) convence o reitor para deixar os desalojados Alpha Betas pegarem o dormitório de calouros para eles. A faculdade permite aos calouros desalojados, viverem no ginásio, para se juntar a outras fraternidades ou mudar para outro alojamento. Lewis, Gilbert e outros “exilados” que não podem participar de uma fraternidade no campus reformam uma casa em ruínas para servir como sua própria fraternidade.
Os Alpha Betas e seus associados, os Delta Pi Pis, abusam dos nerds, num clássico exemplo de bullying. Os nerds apelam para o Conselho dos gregos, mas seu presidente, Stan Gable (Ted McGinley), o líder do Alpha Betas, rejeita suas queixas já que os nerds não fazem parte de nenhuma fraternidade. Os nerds tentam se juntar a uma fraternidade nacional, mas de novo são rejeitados. Então, eles conhecem Jefferson (Bernie Casey), o chefe da fraternidade negra Lambda Lambda Lambda (os 3-Lambs). Embora Jefferson observa que os requerentes são brancos exceto um e ainda que são “Nerds” eles recebem um estágio probatório pelos membros do 3-Lambs".
Os nerds preparam uma festa e convidam Jefferson, mas a festa é quase arruinada antes de começar por uma brincadeira dos Delta Pi Pis. Graças ao Omega Mus, no entanto, um grupo de mulheres em grande parte gordas e estranhas e um bocado de maconha fazem a festa se torna um grande sucesso, mesmo com o corretinho do Jefferson se divertindo. Infelizmente, os Alpha Betas e os Delta Pi Pis aparecem e acabam com a festa.
Os nerds tendo sido bastante ofendidos então buscam vingança. Eles entram na casa dos Pi Pi Delta, instalam câmeras de vídeo para espionar as mulheres nuas , vão até o armário do ginásio do time de futebol americano colocar produtos químicos em suas coisas que resultam em um doloroso e humilhante treino de futebol americano. A coragem e ingenuidade dos Nerds impressiona Jefferson, que oficialmente torna-os legítimos Lambda Lambda Lambda.
Os Alpha Betas continuam a atormentar os nerds, no entanto. Os novos 3-Lambs percebem que eles precisam para ganhar o controle do Conselho dos gregos vencendo as anuais Olimpíados Gregas. Eles usam sua inteligência para competir com os Alpha Betas durante a parte atlética do evento e também Lewis seduz a namorada de Stan Childs Betty (Julia Montgomery). Os nerds elaboram uma produção musical computadorizada que vence o evento final da Olimpíada Grega e os Lambdas nomeam Gilbert para suceder Stan como presidente do Conselho dos gregos.
Os irritados Alpha Betas, instigados pelo seu treinador, vandalizam a casa dos 3-Lambs". Gilbert tenta denunciar o ato, mas o Alpha Betas vão para cima dele. No entanto, Jefferson chega com um grupo de 3-Lambs de outras faculdades, que põem ordem no lugar intimidando os atletas. Gilbert, então, faz um discurso inspirador sobre como se sente ao ser maltratado só por ser diferente, e Lewis convida qualquer um da plateia que já se sentiu deixado de fora ou foi ridicularizado para vir e se juntar a eles. Muitos membros da multidão, Nerds e não Nerds, se juntam. O reitor informa o treinador então de que os 3-Lambs ficarão na casa dos Alpha Beta até que a casa dos 3-Lambs seja reparada, enquanto o Alpha Betas podem se alojar no ginásio. O filme termina com os nerds comemorando sua vitória, acompanhado da música "We are the champions" do grupo Queen.

## Elenco
- Robert Carradine
- Anthony Edwards
- Timothy Busfield
- Curtis Armstrong
- Michelle Meyrink
- Brian Tochi
- Ted McGinley
- Bernie Casey
- John Goodman